# 24654 Fossett
24654 Fossett è un asteroide areosecante. Scoperto nel 1987, presenta un'orbita caratterizzata da un semiasse maggiore pari a 1,8944627 UA e da un'eccentricità di 0,1644898, inclinata di 27,34493° rispetto all'eclittica.